# Windows NT 4.0
Windows NT 4.0 – czwarte wydanie 32-bitowego systemu operacyjnego Windows NT, wydane 31 lipca 1996.

## Charakterystyka
NT 4.0 jest pierwszym systemem z linii NT o interfejsie użytkownika znanym z Windows 95 (który w postaci nieukończonego dodatku Shell Technology Preview próbowano zaimplementować już w wersji 3.51).
Podsystem graficzny przeniesiono w tej wersji do przestrzeni jądra, co spowodowało wzrost wydajności graficznej, jednak kosztem stabilności (awaria podsystemu graficznego mogła zatrzymać cały system).
NT 4.0 zawiera niektóre dodatki z pakietu Microsoft Plus! for Windows 95: grę 3D Pinball, wygładzanie czcionek, przenoszenie całych okien, ikony w wysokiej rozdzielczości oraz możliwość rozciągania tapet na cały ekran.
Do innych nowości należą:
- Edytor zasad systemowych (poledit.exe) – protoplasta Edytora zasad grupy (gpedit.msc) wprowadzonego w Windows 2000;
- Microsoft CryptoAPI;
- Telephone API 2.0;
- defragmentacja systemu plików;
- w edycjach serwerowych ponadto: komponenty Internet Information Services 2.0 i Microsoft FrontPage 1.1 oraz usługi NetShow i usługa zdalnego dostępu; w edycji Server, Enterprise Edition dodatkowo komponent Microsoft Cluster Server.

W NT 4.0 zarzucono obsługę systemu plików HPFS, wywodzącego się jeszcze z systemu OS/2. NT 4.0 jest też ostatnią odsłoną Windows NT dostępną dla architektur MIPS, DEC Alpha i PowerPC.
NT 4.0 jest również pierwszym wydaniem Windows NT oficjalnie wydanym w języku polskim.

## NT 4.0 a 95
Pomimo identycznego z Windows 95 interfejsu, NT 4.0 różni się od niego zasadniczo. O ile bowiem ten pierwszy, stworzony dla użytkowników domowych system łączy 32-bitowy interfejs programistyczny z 16-bitowym jądrem systemu MS-DOS, o tyle jego odpowiednik z przeznaczonej do zastosowań profesjonalnych linii NT ma architekturę w pełni 32-bitową i jest całkowicie od DOS-u niezależny.
NT 4.0 obsługuje zdecydowaną większość oprogramowania napisanego z myślą o 95, jednak wiele gier trójwymiarowych nie działa pod nim z powodu ograniczonej obsługi DirectX – wprawdzie bowiem NT 4.0 jako pierwsza wersja Windows domyślnie obsługuje biblioteki DirectX (początkowo w wersji 2, a od wersji z dodatkiem Service Pack 3 w wersji 3), lecz nie obsługuje Direct3D w wersji nowszej niż 3.0. Obsługuje za to akcelerację OpenGL, dzięki czemu działają pod nim np. Quake III: Arena czy Unreal Tournament.
NT 4.0 ma też wyższe wymagania sprzętowe niż 95 (patrz sekcja Wymagania sprzętowe). O ile dla 95 zalecana ilość pamięci operacyjnej wynosi 8 MB, to dla NT 4.0 w edycji Workstation już 32 MB.
NT 4.0 jest również mniej przyjazny w obsłudze niż 95. Nie obsługuje technologii Plug and Play i USB ani wprowadzonego w 95 w wersji OSR2 systemu plików FAT32 (aczkolwiek za pomocą sterowników firm trzecich można uzyskać namiastkę tych funkcji), nie posiada też Menedżera urządzeń.

## Edycje
Windows NT 4.0 został wydany w pięciu edycjach.
Edycje dla serwerów:
- Server – wydana w 1996, przeznaczona dla małych firm;
- Server, Enterprise Edition – wydana w 1997, obsługująca ośmiodrożne przetwarzanie symetryczne oraz klastry komputerów;
- Terminal Server – wydana w 1998, pozwalająca użytkownikom na zdalne logowanie. Usługa zdalnego logowania wprowadzona została również do Windows 2000 i Windows Server 2003.

Edycje dla stacji roboczych:
- Workstation – przeznaczona do użytku w firmowych stacjach roboczych.

Edycje dla systemów wbudowanych:
- Embedded – miała zastosowanie głównie w bankomatach[2].

## Wymagania sprzętowe
Według producenta, dla architektury x86:
- Procesor 486 25 MHz (dla edycji serwerowych zalecany 486DX2 50 MHz lub lepszy)
- 12 (Workstation) lub 16 (edycje serwerowe) MB RAM (zalecane 32 MB)
- VGA
- Dysk twardy IDE, EIDE, SCSI lub ESDI z co najmniej 124 MB wolnej przestrzeni
- Napęd CD-ROM, stacja dyskietek lub aktywne połączenie sieciowe
- Klawiatura
- Dla edycji serwerowych zalecany modem V.34 o prędkości 28,8 kb/s do zdalnego debugowania i rozwiązywania problemów

## Zakończenie wsparcia technicznego
Microsoft zakończył wsparcie techniczne dla Windows NT 4.0 30 czerwca (Workstation) i 31 grudnia 2004 (edycje serwerowe) oraz 11 lipca 2006 (edycja Embedded).

## Następca
Następcą systemu Windows NT 4.0 jest Windows 2000 (Windows NT 5.0).